# Metotrexat
El metotrexat és un medicament immunosupressor utilitzat per tractar diversos tipus de càncers i trastorns com la malaltia de Crohn i l'artritis reumatoide. A més a més, es fa servir per induir l'avortament. El seu mecanisme d'acció es basa en la inhibició del metabolisme de l'àcid fòlic via la dihidrofolat reductasa. Fou inventat pel bioquímic indi Yellapragada Subbarow i desenvolupat clínicament pel pediatra estatunidenc Sidney Farber.
Els seus possibles efectes secundaris inclouen fibrosi hepàtica, pneumònia, teratogènesi i, en combinació amb altres medicaments, leucopènia.